# اریک هسلبرگ
اریک هسلبرگ (انگلیسی: Erik Hesselberg; ۴ ژوئن ۱۹۱۴ – ۱۵ سپتامبر ۱۹۷۲) مجسمه‌ساز، نقاش، تصویرگر، عکاس، و گردشگر اهل نروژ بود.
از فیلم‌ها یا برنامه‌های تلویزیونی که وی در آن نقش داشته‌است می‌توان به کن-تیکی اشاره کرد.